# Eucera cineraria
Eucera cineraria ist eine Biene aus der Familie der Apidae. 

## Merkmale
Die Bienen haben eine Körperlänge von 9 bis 11 Millimeter (Weibchen) bzw. 9 bis 10 Millimeter (Männchen). Der Körper der Weibchen ist gelbbraun bis rötlichbraun gefärbt. Ihre Schienenbürste (Scopa) ist weiß. Das erste Tergit ist teilweise, die Tergite zwei bis fünf vollständig mit einer dichten filzigen Behaarung versehen. Die Endränder scheinen darunter hell durch, wodurch der Anschein einer Bindenzeichnung entsteht. Die Fühler sind rotbraun. Die Männchen sind gelbbraun behaart. Ihr Labrum und die Streifen am Vorderrand der Stirnplatte (Clypeus) ist gelb. Ihr Mesonotum glänzt. Die Zwischenräume zwischen den Punkten sind zwei bis mehrmals so groß wie die Punkte. Die Tergite sind abstehend behaart, am zweiten bis fünften befinden sich anliegende Endbinden. Das sechste Sternit ist an den Seiten je mit einem nach innen gekrümmten Zähnchen versehen.

## Vorkommen und Lebensweise
Die Art ist in Südeuropa und mancherorts auch im südlichen Mitteleuropa sowie im Süden Russlands und der Türkei verbreitet. Die Tiere fliegen im Mai und Juni. Ob und von welchen Kuckucksbienen sie parasitiert werden, ist unbekannt.

## Belege
Felix Amiet, M. Herrmann, A. Müller, R. Neumeyer: Fauna Helvetica 20: Apidae 5. Centre Suisse de Cartographie de la Faune, 2007, ISBN 978-2-88414-032-4.